# Cerchi delle fate

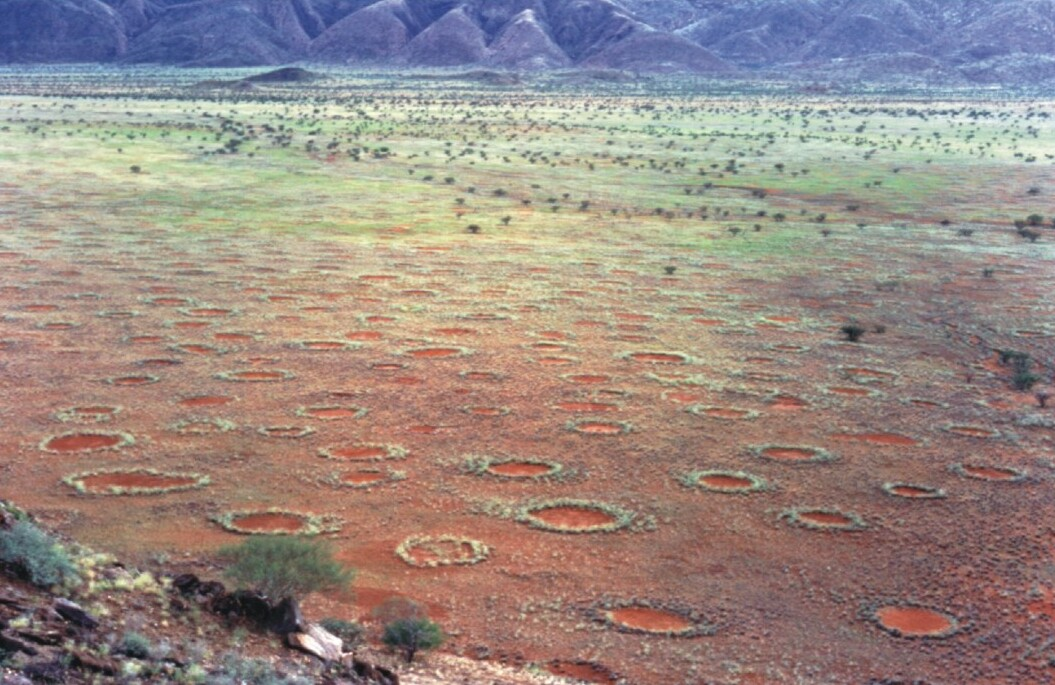
Cerchi delle fate

I cerchi delle fate (noti come fairy circles) sono zone circolari prive di vegetazione circondate da un anello di erba alta del genere Stipagrostis. Distribuiti in maniera irregolare, essi si presentano lungo una fascia di 2 000 chilometri lungo il margine orientale del deserto della Namibia meridionale, dall'Angola fino alla parte nord occidentale del Sudafrica.
I cerchi non sono perenni. In media vivono circa 24 anni, ma alcuni di essi, soprattutto i più grandi, raggiungono anche i 75 anni.
Dal diametro variabile (dai 2 ai 12 metri), i cerchi delle fate sono un fenomeno dalle cause ancora sconosciute, anche se negli ultimi 40 anni molte ipotesi scientifiche sono state proposte.
Un fenomeno simile è stato riscontrato anche in Sudan, in Kenya orientale e nel 2004 a 15 km dalla città di Newman, Australia Occidentale.

## Credenze popolari
Tra gli Himba del nord della Namibia si crede che i cerchi siano un fenomeno legato all'intervento divino. Essi rappresenterebbero le impronte del loro Dio Mukuru che porta la pioggia e guarisce i malati.
Un'altra leggenda di questo popolo sostiene che i cerchi delle fate vengano creati dal respiro velenoso di un drago che vive nel sottosuolo. Il gas sale in superficie ed uccide le piante presenti nei cerchi.

## Ipotesi sulle cause
Molte ipotesi sono state avanzate sulle cause della formazione dei cerchi e la più accreditata riguarda la presenza delle termiti della sabbia, della specie Psammotermes allocerus, ritenute le uniche responsabili.
Altrettanto valida è la teoria relativa a una forma di autoregolazione tra le piante esistenti nel terreno sabbioso del deserto della Namibia; così come la presenza nel sottosuolo di un gas tossico che nel momento della risalita in superficie sterminerebbe ogni forma di vita presente nei cerchi.

### Termiti della sabbia
Norbert Juergens, ricercatore del Biozentrum Klein Flottbek di Amburgo, ha concentrato le sue ricerche in una fascia di deserto lunga 2000 km che va dall'Angola al Sudafrica, studiando i cerchi nelle loro diverse fasi di vita.

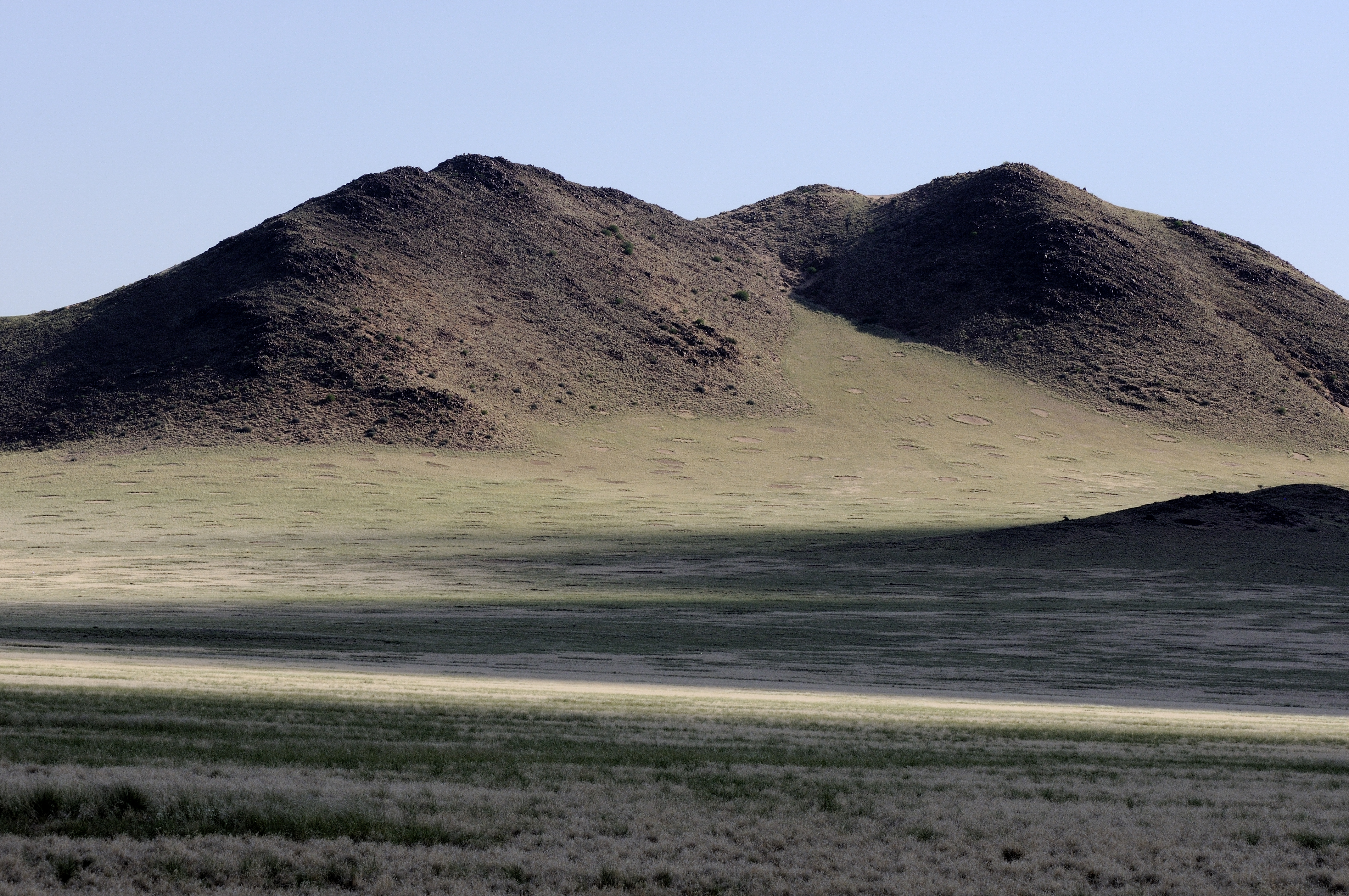
Deserto della Namibia

Ha registrato ogni segno di vita animale presente dentro e fuori dai cerchi, come tracce, escrementi, resti. Ha inoltre scavato delle buche dal centro dei cerchi verso l'esterno in modo da poter trovare organismi sotterranei che potrebbero nascondersi nel sottosuolo.
Juergens ha osservato numerose specie, che vanno dagli insetti agli uccelli ai mammiferi, passare del tempo nei cerchi mangiando le termiti, unica loro fonte di nutrimento, nell'erba alta perimetrale, oppure predando altre specie che si aggregano nelle vicinanze.
Quel che ha particolarmente interessato Juergens è stato il fatto che le termiti della specie Psammotermes allocerus sono gli unici animali presenti nel suolo quando i cerchi iniziano a formarsi.
Le termiti si cibano delle radici della vegetazione che cresce dopo le piogge; esse infatti creano le condizioni ideali per garantire il mantenimento dell'umidità in modo da trattenerla per lunghi periodi nel sottosuolo, assicurando così la sopravvivenza degli insetti in un ambiente desertico.
Il biologo, infatti, ha trovato nei primi 100 cm di suolo ben 5 cm di acqua, che rimane persino durante la stagione secca. Dentro l'anello, l'acqua piovana non viene persa perché non evapora attraverso le piante ma viene conservata nelle profondità del suolo sabbioso.
L'accumulo d'acqua aiuta l'erba a crescere e a prosperare lungo i margini del cerchio trasformando in breve un deserto in un prato permanente.

### Gli esperimenti alternativi di Tschinkel
Walter Tschinkel, professore di Scienze Biologiche presso la Florida State University a Tallahassee, ha studiato per 4 anni delle immagini satellitari scattate al NamibRand Nature Reserve in Namibia e ha elaborato tre alternative all'ipotesi delle termiti per spiegare la formazione dei cerchi: infiltrazioni di vapori o gas sotterranei, carenze nutrizionali del terreno, competizione e sopravvivenza della vegetazione.
Tschinkel e il suo team nell'ottobre del 2009 hanno fatto esperimenti che mettono alla prova in modo specifico le tre ipotetiche cause. Gli sviluppi sono stati controllati cinque volte tra il 2009 e il 2015.

#### Esperimento con barriera
La mancanza di vegetazione nei cerchi a causa delle infiltrazioni di vapori o di gas sotterranei è stata messa alla prova bloccando o riducendo il movimento del vapore verso l'alto, grazie allo scavo di un cerchio di 2,5 metri quadrati a una profondità di 30 cm.
Ponendo un telo pesante gommato più o meno impermeabile all'acqua e ai gas all'interno della buca creata si è potuto verificare come la densità e la crescita delle piante non differivano dai controlli imposti dalla barriera.

##### Risultato
In seguito alla conclusione degli esperimenti riguardanti l'inserimento di una barriera al disotto del livello del terreno nei cerchi si può notare come non ci sia una significativa differenza riguardo alla crescita delle piantine. Il trattamento non ha avuto alcun effetto sull'altezza delle piante, rispetto ai cerchi di controllo.

#### Esperimento con micronutrienti
L'ipotesi che la limitazione allo sviluppo delle piante sia dovuta all'esaurimento di micronutrienti all'interno dei cerchi delle fate è stata messa alla prova inserendo nei cerchi una miscela di micronutrienti.
I componenti della miscela di micronutrienti sono stati ottenuti separatamente e in seguito disciolti nell'acqua per ottenerne un'unica soluzione. Per l'applicazione, questo composto è stato diluito 10 volte e spruzzato nella misura di 1 litro per m² sui cerchi presi come campione, depositando così 2,3 g del miscuglio per m².
A questo ritmo di irrigazione, il terreno risulta bagnato fino a 10 cm di profondità per un totale di micronutrienti aggiunti di 11 mg per kg di terreno.
Per l'esperimento sono stati presi a campione quattro cerchi: due posizionati in una pianura sabbiosa composta da piccole dune sparse e due sulla sabbia a 16 km più a nord. A un cerchio di ciascuna coppia è stato aggiunto il miscuglio di micronutrienti, mentre all'altro cerchio (con funzione di controllo) è stata aggiunta esclusivamente dell'acqua.

##### Risultato
L'aggiunta di micronutrienti nei cerchi non ha cambiato significativamente la densità né la crescita delle piante. La crescita in altezza tra febbraio e maggio del 2011 è stata particolarmente evidente ma tale crescita è stata simile per i cerchi destinati ai trattamenti e per i cerchi di controllo.
Nei 4 cerchi usati per l'esperimento, si nota che la salute delle piante varia da scarsa a buona, fenomeno però non correlato ai trattamenti fatti. Cinque anni dopo l'infiltrazione dei micronutrienti nel terreno non vi erano differenze tra gli ambienti trattati e quelli di controllo. Non vi è alcuna prova sul fatto che il terreno dei cerchi riduca la crescita delle piante, anche se la densità della vegetazione era significativamente differente dopo i trattamenti.

#### Esperimento con trasferimento di terreno
La germinazione delle piante e l'inibizione della crescita da allelochimici o carenze nutrizionali nei cerchi sono stati indagati con il trasferimento di una parte del terreno appartenente al un cerchio in una matrice erbosa adiacente a quest'ultimo, mentre la terra della matrice è stata spostata nel cerchio.
Il trasferimento di 10 cm di questo terreno nella matrice adiacente dovrebbe quindi ridurre la crescita delle piante, mentre il suolo della matrice trasferito nei cerchi dovrebbe stimolarne la crescita.
Sono stati scelti come campioni cinque gruppi di cerchi formati ognuno da due cerchi naturali adiacenti e due cerchi di dimensioni simili realizzati artificialmente rimuovendo e sradicando l'erba.
La sabbia superficiale di ogni cerchio è stata rastrellata in pile e queste ultime trasferite come segue: da cerchio artificiale a cerchio naturale; da cerchio naturale a cerchio naturale; da cerchio naturale a cerchio artificiale ed infine da cerchio artificiale a cerchio artificiale.

##### Risultato
Il trasferimento del terreno naturale dei cerchi nelle matrici artificiali non ha cambiato in alcun modo la crescita delle piantine; medesimo risultato si è avuto anche per il trasferimento del terreno di un cerchio artificiale ad un'altra matrice artificiale, né il trasferimento del terreno da una matrice ad un cerchio naturale e neanche il terreno da un cerchio naturale trattato ad un altro cerchio naturale.
In quasi tutti i casi, le piante sono state valutate in cattiva salute nei cerchi naturali dopo i trattamenti, mentre sono state definite in ottima salute le piantine presenti nelle matrici artificiali. Solo 2 su 5 trattamenti da cerchio naturale a cerchio naturale nel febbraio 2010 ha goduto di buona salute.
In tutti i casi, la matrice si è ripopolata normalmente, soprattutto durante la crescita elevata nel maggio del 2011, mentre i cerchi sono rimasti nudi.

#### Esperimento con cerchi artificiali
Secondo Tschinkel e il suo team, basandosi sulla teoria della lotta per la sopravvivenza tra piante, anche i cerchi interagiscono tra loro. La crescita delle piante negli ambienti artificiali dovrebbe quindi variare in base alla distanza dai cerchi naturali e alle dimensioni.
Per l'esperimento sono stati scelti alcuni cerchi naturali e in seguito sono stai creati dei cerchi artificiali del diametro di 2 o 4 m,  situati a due distanze differenti dai cerchi delle fate naturali liberati da qualsiasi traccia di erba.

##### Risultato
Nei cerchi artificiali, indipendentemente dalla loro dimensione o dalla distanza dal cerchio naturale ritornano a crescere le piante. Tale fenomeno è stato reso più evidente durante le abbondanti piogge che hanno colpito la Namibia nel 2011.
Ad esperimento concluso si è visto anche che i cerchi naturali sono rimasti nudi come misurato dalle immagini di Google Earth prese nel corso degli anni fino al 2015.

### Microrganismi
Jean-Baptiste Ramond, ecologista microbico presso l'Università di Pretoria in Sudafrica, ha misurato le sostanze organiche presenti nel terreno dei cerchi della Namibia.
In termini di ecologia microbica, “ha tracciato” le molecole per scoprire quali sono gli organismi nel terreno che potrebbero contribuire alla scomparsa dei cerchi, così come nella ricerca di tossine fungine.
Per confermare la sua ipotesi Ramond ha scavato una buca di circa 10 cm di profondità nel centro di un cerchio per inserire al suo interno dei dispositivi elettronici: un sensore per misurare ogni 10 minuti la temperatura e l'umidità ed un filtro composto da fasce di budello.
Un altro sensore è posto appena sotto la superficie, in modo che i ricercatori possano confrontare la temperatura e l'umidità sotterranea con la temperatura e l'umidità in superficie.
Sviluppati presso l'università, questi sensori sono dei campionatori passivi di gas, che misurano i livelli di gas sotto i cerchi delle fate, e possono aiutare a scoprire se esso è la causa della mancanza di piante al centro dei cerchi.

#### Esperimenti con analisi chimica

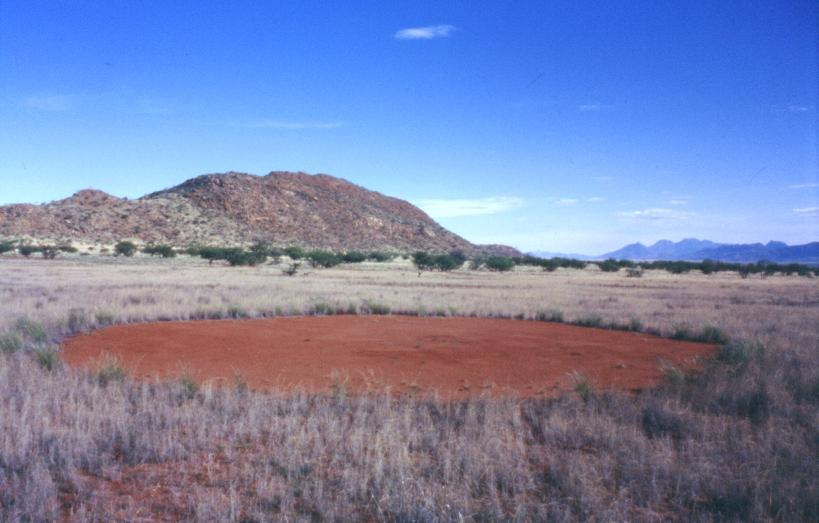
Un singolo cerchio

Nel mese di aprile del 2013, circa 200 g di terreno superficiale (da 0 a 5 cm di profondità) sono stati prelevati da cinque differenti cerchi. Un totale di tredici campioni per cerchio sono stati collezionati: sono stati presi quattro campioni di terra esterna ai cerchi e nove di terra all'interno dei cerchi; tra quelli interni, quattro sul bordo del cerchio e cinque al centro.
I moduli raccolti sono stati in seguito conservati ad una temperatura di 4 °C durante il trasporto al laboratorio dell'Università di Pretoria. Un grammo è stato immagazzinato a −80 °C per permettere agli scienziati di effettuare un'analisi molecolare, mentre il terreno restante è stato sottoposto ad un'analisi chimica.
L'analisi chimica del terreno è stata effettuata al Soil Science Laboratory a Pretoria previa setacciatura. Per tale analisi è stato usato il metodo Walkey-Black per determinare il carbone presente nel terreno analizzato. Una soluzione di 10 ml di bicromato di potassio è stata aggiunta a 2 grammi di terreno; 10 ml di acido solforico sono stati poi miscelati e il composto è stato riposto in una stanza fredda per 30 minuti.
150 ml di acqua deionizzata e 10 ml di acido fosforico sono stati mescolati al composto e quest'ultimo è stato messo a raffreddare per circa 30 minuti. In seguito è stato aggiunto 1ml di fenilalanina e la titolazione è stata eseguita aggiungendo solfato ferrico ammonico fino a reazione avvenuta, ossia il mutamento del colore della soluzione, dal viola al verde.
L'ammonio e il nitrato contenuti nel terreno vengono determinati tramite la distillazione a vapore. 5 grammi di terreno sono stati mischiati con 50ml di cloruro di potassio e scossi per 30 minuti. I campioni sono stati filtrati tramite un filtro di 110 mm di diametro e conservati in una cella a 4 °C.
Il potassio presente nel terreno invece viene individuato attraverso il metodo P-Bray con qualche piccola variante. Una soluzione di 50 ml di P Bray-1 è stata aggiunta a 4 grammi di terreno. Il miscuglio è stato poi agitato a mano per circa un minuto e successivamente filtrato utilizzando un filtro di 110 mm di diametro.
La concentrazione di ioni viene definita aggiungendo 40 ml di acetato ammonico a 4 grammi di terreno. Il miscuglio ottenuto è stato poi agitato per un'ora e filtrato poi da un filtro di 110mm di diametro.

### Riorganizzazione del terreno
Stephan Getzin, ecologista allo Helmhotlz Centre for Environmental Research di Lipsia in Germania, sostiene che il fenomeno dei cerchi delle fate sia il risultato di una riorganizzazione nel terreno di specie vegetali che competono tra loro per arrivare alle risorse necessarie alla loro sopravvivenza, come l'acqua (in modo analogo a quello con cui i giovani alberi si distribuiscono nelle foreste per assicurarsi di avere abbastanza nutrimenti per crescere).
Tale fenomeno prende il nome di self organizing spatial vegetation patterning.
Per confermare tale ipotesi, Getzin ha analizzato delle immagini satellitari scattate in un'area a nord ovest della Namibia, dove compaiono i cerchi.
Getzin e la sua équipe hanno osservato per l'appunto che queste strutture si formano in zone aride, al confine tra i terreni erbosi e le aree deserte.
L'équipe composta da Michael Cramer, un biologo dell'università del Città del Capo, e Nicole Barger, un ecologista dell'Università del Colorado, in accordo con Stephan Getzin ritengono che i cerchi siano modelli della vegetazione naturali risultanti dalla competizione per le scarse risorse presenti nel terreno.
Cramer e Barger, inoltre hanno pubblicato un documento nel quale dichiarano che gli heuweltjies tumuli circolari di terra che si trovano in Sudafrica, sono creati da un sistema di auto-organizzazione, piuttosto che dalle termiti, ipotesi sostenuta da altri ricercatori.
Gli esperimenti sono stati fatti nel 2012 nel deserto della Namibia a circa 110 km dalla costa.

#### Esperimenti con campionamento
Un minuzioso campionamento è stato eseguito a 4 livelli differenti di profondità e ad un intervallo di 1m dal centro di ogni cerchio delle fate.
Il terreno è stato prelevato mediante una sonda di perforazione e in seguito raccolto da 15 diversi centri dei cerchi. Immediatamente esso è stato imbustato in contenitori di plastica in modo da mantenere invariata l'umidità presente.
Alcune buche sono state create dalla matrice al centro del cerchio ed inoltre per ognuno dei cinque siti l'area e la distanza tra i cerchi e gli 11 cerchi vicini vengono misurate.
Per completare queste misurazioni sul campo riguardanti la distribuzione dei cerchi, lo strumento di misurazione di Google Earth è stato utilizzato per definire una zona di 100x100m per ogni sito.

#### Esperimento con analisi del terreno
L'umidità e la densità della massa del terreno sono state determinate essiccando dei sotto-campioni di suolo per 48 ore a 105 °C in un forno per l'essiccazione.
La capacità del campo è stata misurata bagnando il suolo, permettendo al team di lavoro di pesare, ed essiccare il terreno per 48 ore a 105 °C in un forno per l'essiccazione e in seguito ripesandolo.  Alcuni sottocampioni sono stati separati ed essiccati a 40 °C per 36 ore e utilizzati per l'analisi dei nutrienti e degli isotopi.
L'analisi per spettrometro di massa è stata condotta presso il Dipartimento di Archeometria (Università di Città del Capo). Circa 40 mg di terreno sono stati pesati in capsule di stagno e bruciati in un EA Thermo Flash 1112. Un sottocampione del terreno è stato anche acidificato con 1ml di acido cloridrico per 24 ore per rimuovere carbonati.

#### Esperimento attraverso coltivazione di piante
Un altro esperimento effettuato nel 2010 riguarda la germinazione di alcune piante che nel momento in cui sono arrivate ad essere alte 0,06 m sono state trapiantate in vasi contenenti 1,5 kg di sabbia raccolta dalla superficie di cinque cerchi e in vasi la cui terra è stata prelevata da cinque matrici artificiali.
Le piante sono state mantenute ad una temperatura costante di circa 27 °C in una serra presso l'Università di Città del Capo, innaffiando le piantine tutti i giorni e spostandole tre volte a settimana all'esterno per garantire uguale esposizione ai gradienti ambientali.
Dopo 53 giorni, le piante sono state raccolte rimuovendo accuratamente il suolo dalle radici e separando le parti della pianta in germogli vegetativi, infiorescenze e radici e poi essiccandole a 80 °C per 48 ore in un forno a essiccazione.

#### Esperimento con analisi fotografica
Il gruppo di lavoro di Cramer e Barger ha realizzato un'analisi fotografica aerea. 
Per ogni sito una nuvola di punti a caso è stata generata in un raggio di 50 km. Per ognuno di questi punti sono state ottenute dal server di Google Map immagini terrestri satellitari con la scala = 1:17, dimensione=640 × 640.
Queste immagini sono state poi esaminate per determinare se vi fossero dei cerchi delle fate che fossero evidenti. Ciò è stato fatto in modo minuzioso e infine sono state mantenute un totale di 1 921 immagini, 80 delle quali presentavano i cerchi. Questi luoghi di presenza / assenza sono stati utilizzati per l'analisi ad albero di regressione potenziato.
Per ogni immagine opportuni parametri sono stati impostati manualmente basandosi sul numero di elementi collegati e sulla porzione di immagine da utilizzare, mentre i casi più problematici sono stati scartati. Da questa analisi sono state calcolate le distanze tra i cerchi delle fate e la densità. Questi valori sono stati ottenuti per confrontarli meglio con quelli di campionamento del suolo.

### Gas metano
Willem Jankowitz presso l'Università della Namibia, ha lavorato con i sudafricani Gretel van Rooyen e Noel van Rooyen per testare varie ipotesi comuni.
Ha proposto un'altra teoria: il gas metano prodotto dal sottosuolo nel momento in cui sale in superficie inibisce la crescita delle piante all'interno dei cerchi creando così queste formazione simmetriche.

#### Esperimento con contenitori
Due differenti cerchi sono stati selezionati nel NamibRand Nature Reserve. Il sito A è stato posizionato in un'area sopraelevata, mentre il sito B è stato disposto in una zona meridionale su una duna con una pendenza di circa 4 gradi. Entrambi i siti sono stati recintati per evitare l'intrusione di sciacalli e il pascolo di animali erbivori.
Nel seguente esperimento la vitalità della pianta Stipagrostis ciliata è stata analizzata con differenti trattamenti. Tre fattori differenti sono stati considerati:
- L'origine del terreno: l'effetto del terreno all'interno del cerchio è stato comparato con il suolo della matrice artificiale posizionata tra i cerchi naturali;
- Contenitori sigillati: la presenza del gas è stata verificata mettendo a confronto la crescita delle piante nei contenitori dal fondo sigillato con la crescita di quelle nei contenitori dal fondo aperto;
- La posizione dei recipienti: questo si riferisce ai contenitori piazzati dentro i cerchi o dentro le matrici tra i cerchi.

Una piantina del tipo S.ciliata, che è una delle piante perenni del deserto della Namibia, è stata piantata in ogni contenitore. I recipienti inseriti nei cerchi sono stati disposti a croce ed ogni raggio della croce rappresenta un trattamento diverso.
Prima di trapiantare le piante, le radici sono state lavate per fare in modo che non vi sia alcuna traccia di terra. 
Per evitare che il terreno si bagni troppo durante l'irrigazione delle piante, la quantità di acqua da dare alle piantine è proporzionale al volume del terreno presente nei contenitori.
È stato determinato che la quantità giusta per l'irrigazione è di 500 ml di acqua. Per evitare ulteriore inumidimento del terreno le piante vengono annaffiate solamente due volte a settimana.
Per misurare la vitalità e la crescita delle piante trapiantate una valutazione di ogni pianta è stata fatta basandosi su una scala da 0 a 10. Questi misurazioni sono state effettuate ogni due settimane in un periodo di tempo che va dal 5 maggio 2005 al 14 giugno 2005. I risultati ottenuti sono stati poi analizzati per capire quali sono stati gli effetti sul suolo, in base ai tipi di contenitore e alla posizione di quest'ultimi.

##### Risultato
Il terreno dei cerchi naturali non mantiene la sua capacità di inibire la crescita delle piante quando è immesso in un contenitore chiuso. Allo stesso modo il terreno preso da un cerchio artificiale non continua a supportare la buona crescita delle piante quando viene piazzato nei cerchi naturali.
Il fatto che le piante inserite nei contenitori chiusi ottengano migliori risultati delle piante inserite nei contenitori aperti può essere interpretato come un risultato che confermerebbe la presenza di un gas prodotto dal terreno dei cerchi che inibirebbe la crescita delle piante.

### Combinazione di fenomeni
Nel gennaio 2017 alcuni ricercatori dell'università di Princeton, guidati da Corina Tarnita, hanno pubblicato uno studio sulla rivista Nature in cui il fenomeno viene spiegato con una combinazione di fattori: un insieme di competizioni tra le colonie sotterranee di termiti e di interazione tra questi insetti e l'auto-organizzazione delle piante; quindi si tratterebbe di un meccanismo complesso di carattere ecologico. Tale ipotesi è stata comunque criticata da alcuni biologi.

## Sfruttamento economico
Da circa 10 anni la NamibRand Nature Reserve in Namibia ha messo in vendita i cerchi ai turisti per 50 dollari: gli acquirenti non possiedono davvero il terreno, ma adottano la formazione favorendone la conservazione naturalistica e paesaggistica.
Ogni cerchio venduto viene contrassegnato dalla data del suo acquisto e il titolare ne ottiene così la latitudine e la longitudine per poterlo osservare da Google Earth.